# Tanjungmas
Tanjungmas is een bestuurslaag in het regentschap Semarang van de provincie Midden-Java, Indonesië. Tanjungmas telt 27.801 inwoners (volkstelling 2010).